# حفل ختام دورة الألعاب الأولمبية الصيفية 2012

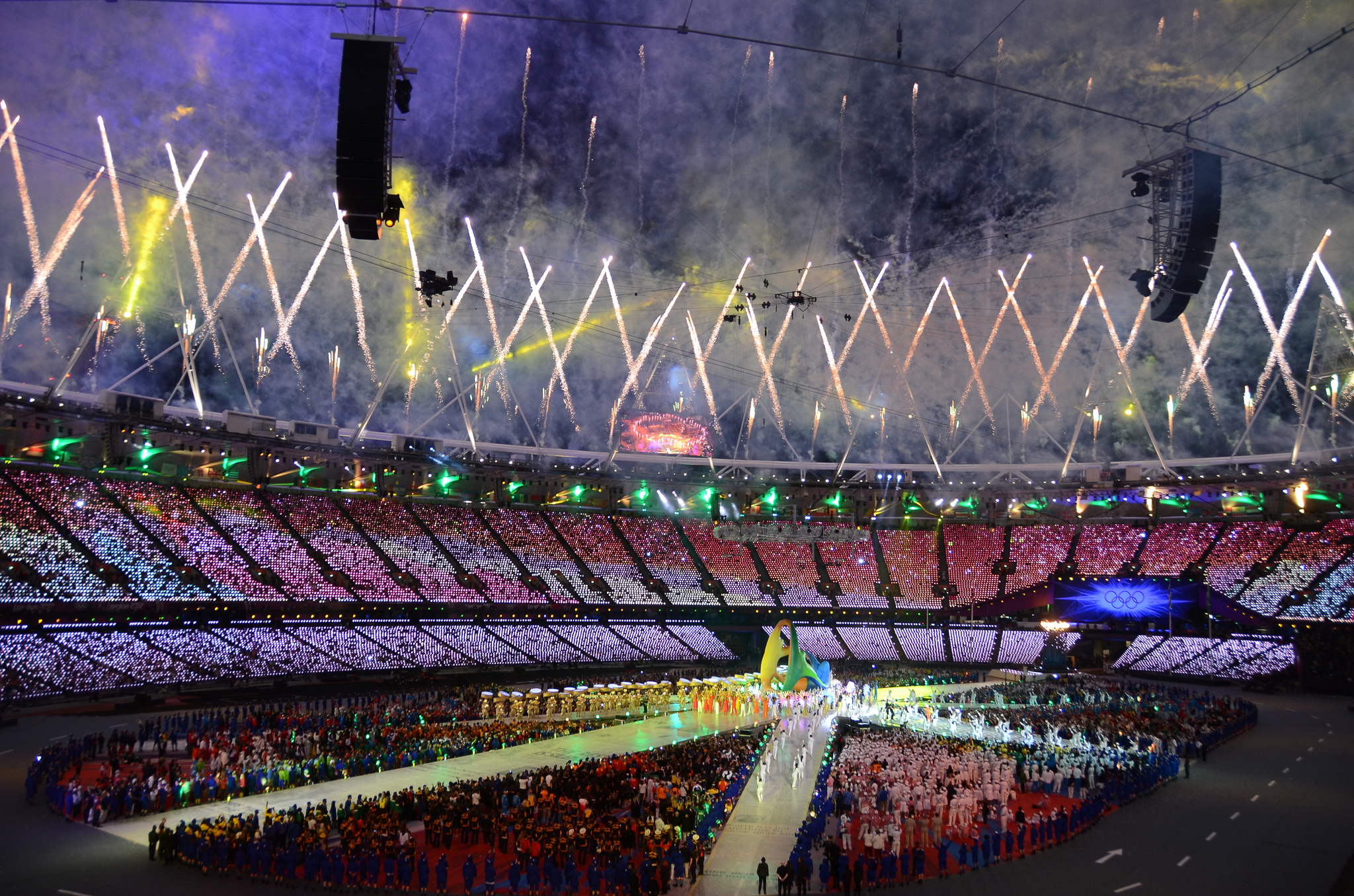

حفل ختام دورة الألعاب الأولمبية الصيفية 2012 في لندن، التي تعرف أيضا باسم السيمفونية الموسيقية البريطانية، عقدت يوم 12 أغسطس 2012 في الاستاد الأولمبي. بدأ البث في جميع أنحاء العالم في الساعة 21:00 بتوقيت جرينتش، لمدة ثلاث ساعات وأحادي عشر دقيقة، تم تحويل الاستاد إلى تمثيل عملاق لعلم الاتحاد، من تصميم داميان هيرست. شارك في الحفل حوالي 4100 شخص. التي قيل إنها تكلف 20 مليون جنيه إسترليني. اختتم جاك روج دورة الألعاب الأولمبية الصيفية لعام 2012 رسميًا، كان هناك جمهور يقدر ب 750 مليون شخص حول العالم، تخلل الحفل تسليم المشعل إلى المدينة المضيفة القادمة لأولمبياد الصيفية لعام 2016، ريو دي جانيرو. وبث الحفل الختامي الأولمبية على مختلف قنوات التلفزيون وعلى الإنترنت. واطفئ المرجل الأولمبي في منتصف الليل، مما يدل على نهاية الألعاب.

## قائمة الفنانين والأغاني المشاركة في حفل الاختتام
- إيميلي ساندي: «ريد أول أباوت يو (المقطع الثالث)»، وتخيل.
- إوربان فويسيس كولكتف: «بيكوز».
- جوليان لويد ويبر مع أوركسترا لندن السيمفونية: «سالو دامور».
- مادنس: «أور هاوس».
- هاوسهولد ديفيجن سيريمونيال ستايت باند: باركلايف.
- بت شوب بويز: «واست أند غيرلز».
- ون دايركشن: «وات مايكس يو بيوتيفول».
- البيتلز: «أو داي إن ذو لايف».
- راي دايفس: «واترلو سانست».
- أوركسترا لندن السيمفوني: «باراد أوف نايشنز».
- إلبو وأوركسترا لندن السيمفوني وإوربان فويسيس كولكتف: «وان أرمس».
- إلبو وأوركسترا لندن السيمفوني وإوربان فويسيس كولكتف: «وان داي لايك ثيس».
- كيت بوش: «رانينغ أب ثات هيل».
- إوربان فويسيس كولكتف: «هار كامس ثو سان».
- دافيد أرنولد: «ميدال سيريموني».
- كوين: «بوهيميان راهبسودي».
- ليفربول فيلارمونيك ياوث كور: تخيل (جون لينون).
- جورج مايكل: «فريدوم 90»، و«وايت لايت».
- كايزر تشيفز: «بينبول ويزارد».
- ديفيد بوي: «سبايس أوديتي»، «تشاينجز»، «زيغي ستاردست»، «ذو جين جيني»، «ريبل ريبل»، «دياموند دوغس»، «يونغ أميريكانس»، «ليتس دانس»، «فاشون».
- أني لينوكس: «ليتل بارد».
- إد شيران: «ويش يو وار هار» (مع نايك ماسون، مايك روثرفورد، ريتشارد جونز).
- راسل براند مع أوركسترا لندن السيمفوني: «بور إيماجينايشن».
- راسل براند مع بوند: «أيم ذو والروس».
- فاتبوي سليم: «رايت هار، راير نو».
- فاتبوي سليم: «ذو روكرفلر شانك».
- جيسي جي: «برايس تاغ».
- جيسي جي وتيني تامبف: «رايتن إن ذو ستارز».
- تايو كروز: «ديناميت».
- بي جيز وجيسي جي وتايو كروز وتيني تامبف: «يو شولد بي دانسينغ».
- سبايس جيرلز: «المتمني».
- سبايس جيرلز: «سبايس أب يور لايف».
- بيدي أي: «واندروال».
- إليكتريك لايت أوركسترا: «مستر بلو سكاي».
- إريك أيدل: «أولوايز لوك أون ذو برايت سايد أف لايف».
- ميوز: «سورفيفول».
- فريدي ميركوري: «داي أو».
- براين ماي وروجر تايلور: «بريغتون روك».
- براين ماي وروجر تايلور وجيسي جي: «وي ويل روك يو».
- أوركسترا لندن الفيلهارموني: «ترنيمة إلى الحرية».
- ماريسا مونتي: «باشياناس برازيلييراس نوميرو 5».
- بنناغاو: «ماراكاتو أتوميكو».
- سو خورخي: «نم فم كي ناو تم».
- ماريسا مونتي، بنناغاو، سو خورخي: «أكيلي أبراساو».
- أوركسترا لندن السيمفوني: «إكستنغيشينغ ذو فلام».
- تيك ذات: «رول ذو ورلد».
- جون باري: «ذو جون دانبر ثام» (من فيلم الرقص مع الذئاب).
- دافيد أرنولد: «سبيريت أوف ذو فلام».
- ذا هو: «بابا أورايلي».
- ذا هو: «سي مي، فيل مي» و«ليسنينغ تو يو» و«ماي جينيرايشن».

فعاليات أخرى: في نفس وقت إقامة حفل اختتام الألعاب الأولمبية، تمت إقامة حفل موازي اختتامي أخر نظمه «بي تي لندن لايف» (BT London Live) في الهايد بارك، وتم إستدعاء بلاور، نيو أوردر، ذو سبيشيالز، بومباي بيسايكل كلوب.

## رؤساء الدول والحكومات الحاضرين
- ديفيد كاميرون: رئيس وزراء المملكة المتحدة.

## شخصيات أخرى حاضرة
- بوريس جونسون: رئيس بلدية لندن.
- إدواردو بايس: رئيس بلدية ريو دي جانيرو.
- كاثرين دوقة كامبريدج: دوقة كامبريدج.
- جاك روج: رئيس اللجنة الأولمبية الدولية.
- بيليه: لاعب كرة قدم برازيلي.
- سيباستيان كوي: رئيس اللجنة المنظمة.
- هنري تشارلز ألبرت ديفيد: أمير.

## مقالات ذات صلة
- حفل افتتاح الألعاب الأولمبية الصيفية 2012.
- دورة الألعاب الأوليمبية.
- ألعاب أولمبية صيفية.
- ألعاب بارالمبية صيفية 2012 في لندن.
- حفل افتتاح الألعاب البارالمبية الصيفية 2008

## روابط خارجية
- الموقع الرسمي للألعاب الأولمبية الصيفية 2012.